# Christian Ebner (Soziologe)
Christian Ebner (* 1978) ist ein deutscher Soziologe.

## Leben
Er studierte Sozialwissenschaften an der Universität Erlangen-Nürnberg (Diplom-Sozialwirt). Seit 2019 ist er Professor (W3) für Soziologie mit dem Schwerpunkt „Arbeit und Organisation“ an der TU Braunschweig.

## Schriften (Auswahl)
- Erfolgreich in den Arbeitsmarkt? Die duale Berufsausbildung im internationalen Vergleich. Frankfurt am Main 2013, ISBN 3-593-39875-3.
- mit Heike Solga, Paula Protsch und Christian Brzinsky-Fay: The German vocational and training system: its institutional configuration, strengths and challenges. Berlin 2014.
- mit Beatrice van Berk und Daniela Rohrbach-Schmidt: Suchthaftes Arbeiten und Gesundheit. Empirische Befunde für Deutschland. Düsseldorf 2023.